# 예산중앙초등학교
예산중앙초등학교(禮山中央初等學校)는 대한민국 충청남도 예산군에 있는 공립 초등학교이다.

## 학교 연혁
- 1955년 4월 1일 금오국민학교 분교장 인가
- 1955년 5월 7일 금오국민학교 주교분교장 인가
- 1957년 10월 7일 주교국민학교 개교
- 1971년 9월 1일 예산중앙국민학교로 개칭
- 1984년 3월 5일 병설유치원 인가
- 1996년 3월 1일 예산중앙초등학교로 개칭
- 2012년 2월 16일 제55회 졸업식(총졸업생수 13,755명)

## 참고 문헌
- 예산중앙초등학교 - 한국교육학술정보원 학교알리미

## 같이 보기
- 예산중앙초등학교 축구단